# Czajka (wzniesienie)
Czajka (niem. Hochenberg, 533 m n.p.m.) – wzniesienie w południowo-zachodniej Polsce, w Sudetach Środkowych, w Górach Sowich.

## Położenie i opis
Wzniesienie położone w południowo-wschodniej części Garbu Dzikowca oddzielające Koszyn, Sobaniów  i Straszków na zachodzie i Czerwieńczyce na wschodzie.